# トーマス・フリッシュクネヒト
トーマス・フリッシュクネヒト（Thomas Frischknecht、1970年2月17日 - ）は、スイス、フェルトバッハ出身の自転車競技（マウンテンバイクレース・クロスカントリー(XC)及びシクロクロス）選手。

## 来歴
1988年
- シクロクロス世界選手権・ジュニア部門 優勝

1990年
- シクロクロス世界選手権・アマ部門 3位
- マウンテンバイク世界選手権
  - XC 2位

1991年
- シクロクロス世界選手権・アマ部門 優勝
- マウンテンバイク世界選手権
  - XC 2位

1992年
- シクロクロス世界選手権・アマ部門 3位
- マウンテンバイク世界選手権
  - XC 2位

1993年
- 欧州選手権 XC 優勝

1996年
- マウンテンバイク世界選手権
  -  XC 優勝（当初1位入線のジェローム・キオッティが、ドーピング違反により失格になったため繰り上がり。）
- アトランタオリンピック
  -  XC 2位

1997年
- シクロクロス世界選手権 2位
- スイス選手権
  - シクロクロス 優勝

1999年
- スイス選手権
  - シクロクロス 優勝

2000年
- シドニーオリンピック
  - XC 6位

2001年
- マウンテンバイク世界選手権
  - XC 2位

2002年
- マウンテンバイク世界選手権
  - XC 3位

2003年
- バイクマラソン世界選手権 優勝（初代）

2004年
- マウンテンバイク世界選手権
  - XC 3位
- アテネオリンピック
  - XC 7位

2005年
- バイクマラソン世界選手権 優勝

2008年11月25日、自身の公式サイト上で、現役引退を表明した。